# استانیو لومباردو
استانیو لومباردو (به ایتالیایی: Stagno Lombardo) یک کومونه در ایتالیا است که واقع در ۸ کیلومتری جنوب شرقی استان کریمونا و ۸۰ کیلومتری جنب شرقی میلان است.

## خصوصیات
استانیو لومباردو ۳۹٫۹ کیلومترمربع مساحت و ۱٬۴۵۶ نفر جمعیت دارد.